# Cầu Tolbiac
Cầu Tolbiac (tiếng Pháp: Pont de Tolbiac) là một cây cầu bắc qua sông Seine thuộc địa phận Paris, Pháp. Cây cầu này nối liền kè Bercy (thuộc quận 12) với phố Neuve Tolbiac (thuộc quận 13).
| Métro Paris | Bến tàu điện ngầm: Cour Saint-Émilion |

## Lịch sử
Cầu Tolbiac được xây dựng từ năm 1879 đến năm 1882, đây là một trong số các công trình thuộc dự án đô thị hoá các khu phố phía Đông của thủ đô Paris vào nửa sau thế kỷ 19.
Cầu có chiều dài tổng cộng 168 m bao gồm 5 nhịp. Cầu được xây dựng để bổ sung thêm một cây cầu trung gian giữa cầu National và cầu Bercy đã có từ trước nhưng ở tương đối xa nhau.